# King Long
King Long United Automotive Industry Co., Ltd o conocida generalmente como King Long (chino simplificado: 金龙; : ; : , literalmente, Dragón Dorado) es uno de los mayores fabricantes de autobuses del mundo con sede en Xiamen, Fujian, China. Fundado en diciembre de 1988,  está centrado principalmente en el desarrollo, fabricación y venta de autocares y autobuses así como furgonetas ligeras, incluyendo versiones eléctricas, híbridas, otras energías alternativas y también conducción autónoma.

## Historia

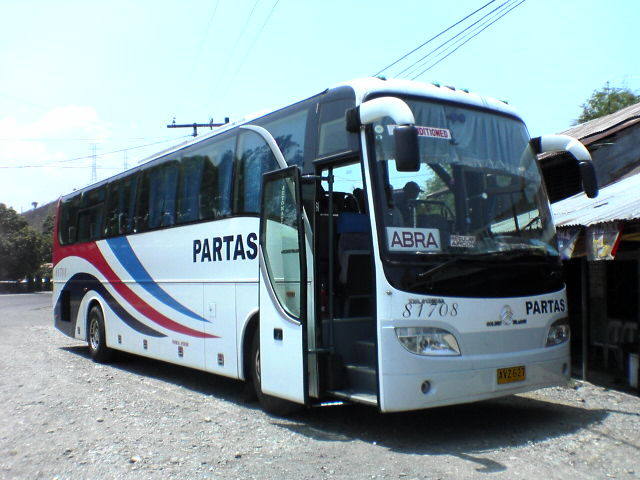
Uno de los autobuses de Dragón Dorados que opera en Filipinas con Partas Transport Co. Inc..

Establecido en 1988, King Long United Automotive Industry Co., Ltd. es una de las coventuras en China con una larga historia en la industria de fabricación de autocares. La compañía está controlada ahora conjuntamente por Xiamen Automotive Industry Corporation,  Inversión de Valores de Xiamen Co, Ltd (empresa estatal) y por San Yang Industria Co., Ltd. de Taiwán, con una participación de cada titular de 50%, 25% y 25%, respectivamente. El Grupo King Long (chino: 厦门金龙汽车集团) posee tres filiales, King Long United Automotive Industry Co, Ltd., Xiamen Golden Dragon Bus Co., Ltd. y Higer Bus Co. Ltd..

## Instalaciones de fabricación
Las instalaciones de fabricación de King Long cubren un área total de 200.000 m², con más de 3.800 empleados, de los que 400 son ingenieros técnicos, y 30 posgrados, quiénes juegan una función clave en secciones diferentes como I+D, IT, gestión de producción, control de calidad, finanzas, ventas y servicios posventa.

## Empresa

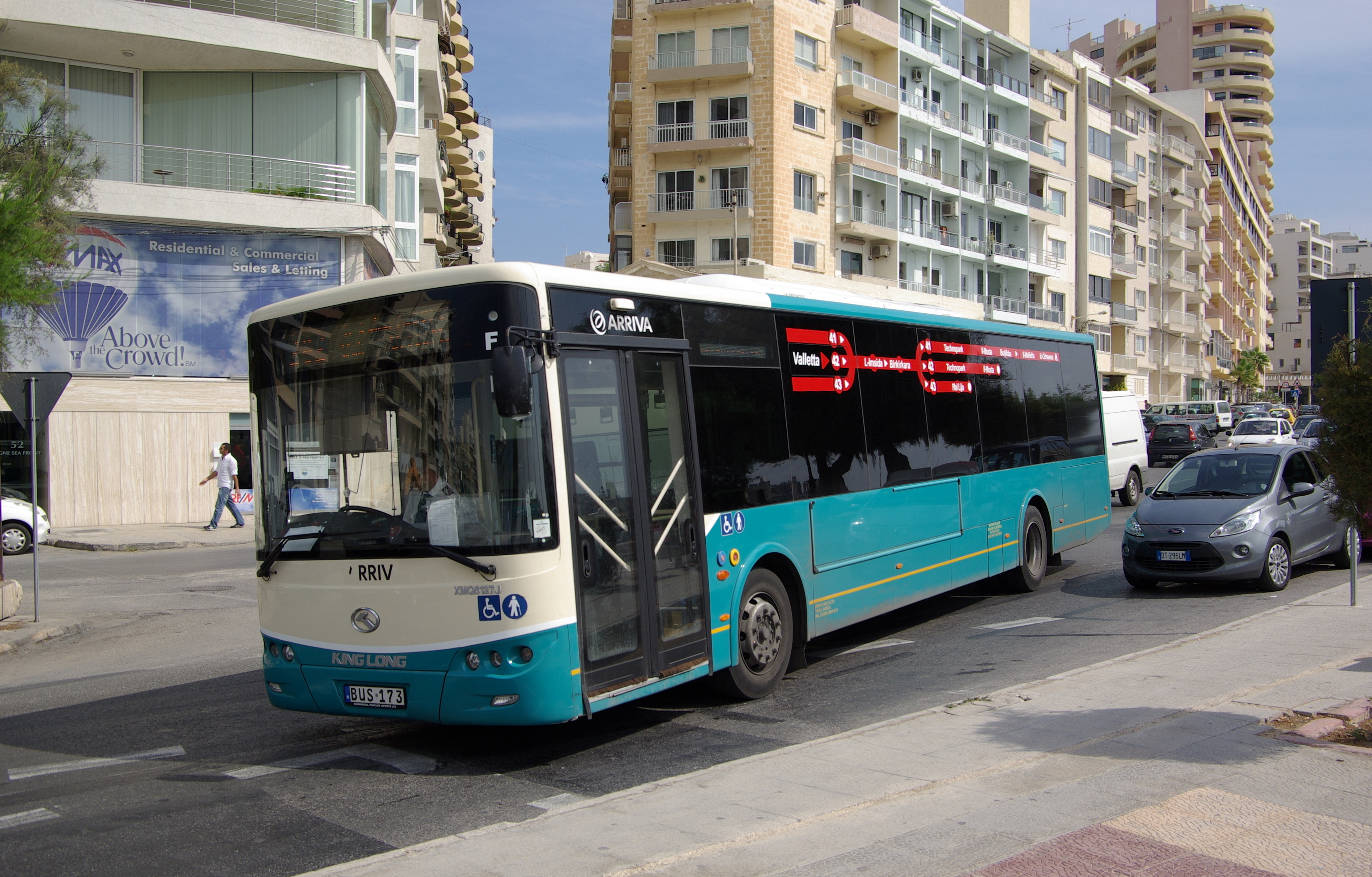
Autobús King Long Arriva Malta.

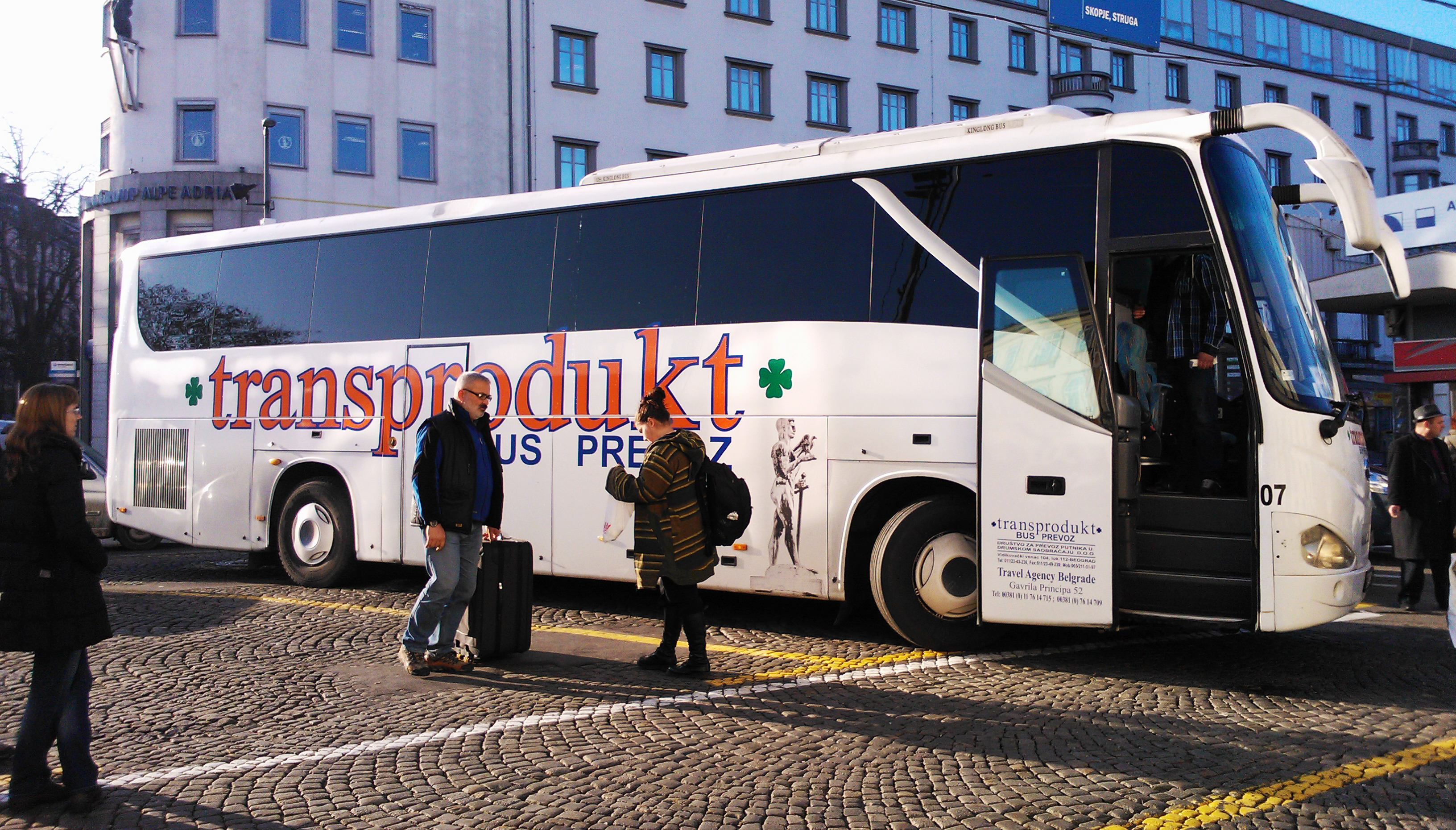
Autobús King Long de larga distancia que cubre destinos en Europa Central entre Serbia y Eslovenia.

King Long ha tomado una posición líder entre los fabricantes de autocares nacionales en China, el mercado de autocares más grande del mundo. King Long ha mantenido largo tiempo una cooperación cercana con proveedores de partes, incluyendo las empresas alemanas MAN y ZF, compañías americanas Cummins, Dana y Neway, compañía francesa Telma, compañía sueca Scania, y las compañías japonesas Nissan y Hino.
King Long actualmente ofrece 5 series de productos, las cuales se subdividen en más de 50 categorías, cubriendo varios autobuses y autocares (6-13 m), para turismo, transporte de larga distancia y transporte urbano. Los productos de la compañía se venden en el extranjero en más de 120 países entre los que destacan: España, Australia, Costa Rica, Bulgaria, Bolivia, Singapur, Filipinas, Arabia Saudí, Israel, Irak, Chipre, Líbano, Malta, Estados Unidos, Argentina, Barbados, Hong Kong, Hungría, Italia, Macao, Tailandia, Malasia y Pakistán.
A finales de 2004, se lanzó el proyecto de reubicación y mejora de la tecnología de King Long, como uno de los proyectos claves de la Provincia de Fujian y la ciudad de Xiamen en 2005. 
En 2008, King Long tuvo un 18% de participación en el mercado de exportación en China. En el extranjero, las ventas contribuyeron en un 25% al promedio total.

## Productos

### Furgonetas
- King Long Ambulancia
- King Long Cargo Furgoneta
- King Long Forest Fire (Fuego de Bosque) furgoneta
- King Long Jockey/Saima (similar a Mercedes-Benz Sprinter)
- King Long Mini Furgoneta
- King Long Furgoneta de Policía
- King Long Furgoneta Postal

### Autocares
- King Long XML6118G
- King Long XMQ6101Y
- King Long XMQ6111Y
- King Long XMQ6111CY
- King Long XMQ6116Y
- King Long XMQ6117Y
- King Long XMQ6117Y3
- King Long XMQ6118JB
- King Long XMQ6118Y
- King Long XMQ6119
- King Long XMQ6119T
- King Long XMQ6120P
- King Long XMQ6122 - 12 m autocar
- King Long XMQ6126
- King Long XMQ6126Y
- King Long XMQ6127 - 12 m autocar
- King Long XMQ6127Y - 12 m autocar
- King Long XMQ6128Y
- King Long XMQ6129P
- King Long XMQ6129P8
- King Long XMQ6129Y - 12 m autocar

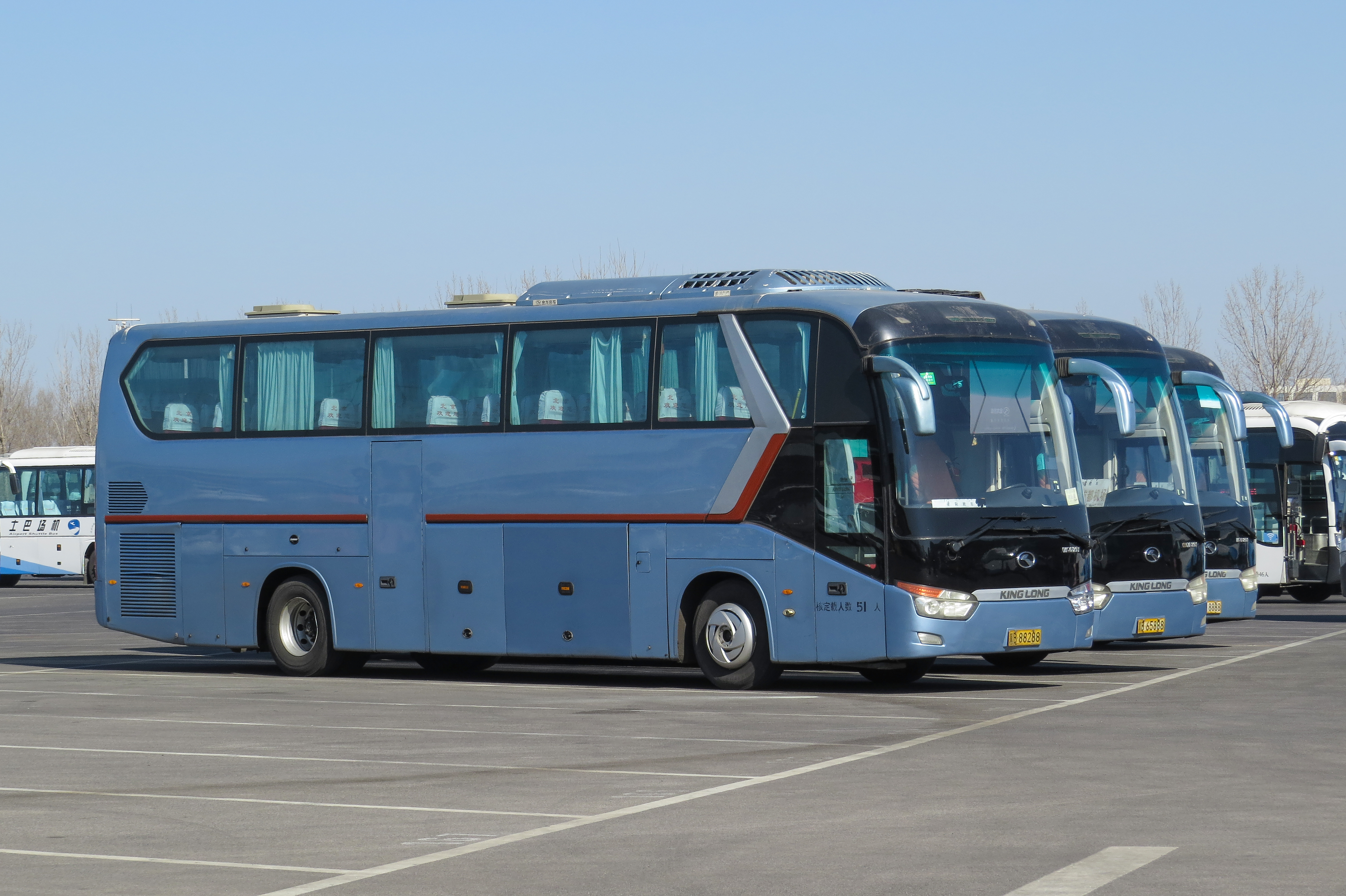
Tres XMQ6129Ys en la parcela de aparcamiento de Beijing Aeropuerto Internacional Capital

- King Long XMQ6129Y2 - 12 m autocar
- King Long XMQ6129Y5 - 12 m autocar
- King Long XMQ6125AY - 12 m autocar
- King Long XMQ6130Y
- King Long XMQ6140P
- King Long XMQ6140Y
- King Long XMQ6140Y8
- King Long XMQ6606
- King Long XMQ6608
- King Long XMQ6660
- King Largo XMQ6752
- King Largo XMQ6798Y
- King Largo XMQ6800Y
- King Long XMQ6802Y
- King Long XMQ6871CY
- King Long XMQ6858Y
- King Long XMQ6859Y
- King Long XMQ6886Y
- King Long XMQ6895Y
- King Long XMQ6898Y
- King Long XMQ6900Y
- King Long XMQ6930K
- King Long XMQ6960Y
- King Long XMQ6996Y
- King Long XMQ6996K
- King Long C9 europeo 2020
- King Long C10 europeo 2020
- King Long C12 europeo 2020
- King Long C12 hd europeo 2020
- King Long C13 europeo 2020
- King Long C13 hd europeo 2020
- King Long U9 europeo 2020
- King Long U10 europeo 2020
- King Long U11 europeo 2020
- King Long U12 europeo 2020
- King Long U13 europeo 2020
- King Long U12x europeo 2020
- King Long U13x europeo 2020

### Autobús escolar
- King Long XMQ6100ASN
- King Long XMQ6660ASD
- King Long XMQ6660XC
- King Long XMQ6730ASD
- King Long XMQ6802ASD
- King Long XMQ6900BSD
- King Long XMQ6998ASD

### Autobús urbano
- King Long XMQ6105G
- King Long XMQ6106G
- King Long XMQ6106AGHEV1
- King Long XMQ6110GS
- King Long XMQ6111GS
- King Long XMQ6116G
- King Long XMQ6119G
- King Long XMQ6121G
- King Long XMQ6127AGBEV3
- King Long XMQ6127G
- King Long XMQ6127GH1
- King Long XMQ6127GH5
- King Long XMQ6127GHEV4
- King Long XMQ6127
- King Long XMQ6140ABD
- King Long XMQ6141G
- King Long XMQ6180G
- King Long XMQ6180G1
- King Long XMQ6180GK
- King Long XMQ6181G
- King Long XMQ6770AGD3
- King Long XMQ6800G
- King Long XMQ6801G
- King Long XMQ6840G
- King Long XMQ6840G2
- King Long XMQ6841G
- King Long XMQ6850G
- King Long XMQ6891G
- King Long XMQ6891G1
- King Long XMQ6892G
- King Long XMQ6900G
- King Long XMQ6901G
- King Long XMQ6925G
- King Long XMQ6930G

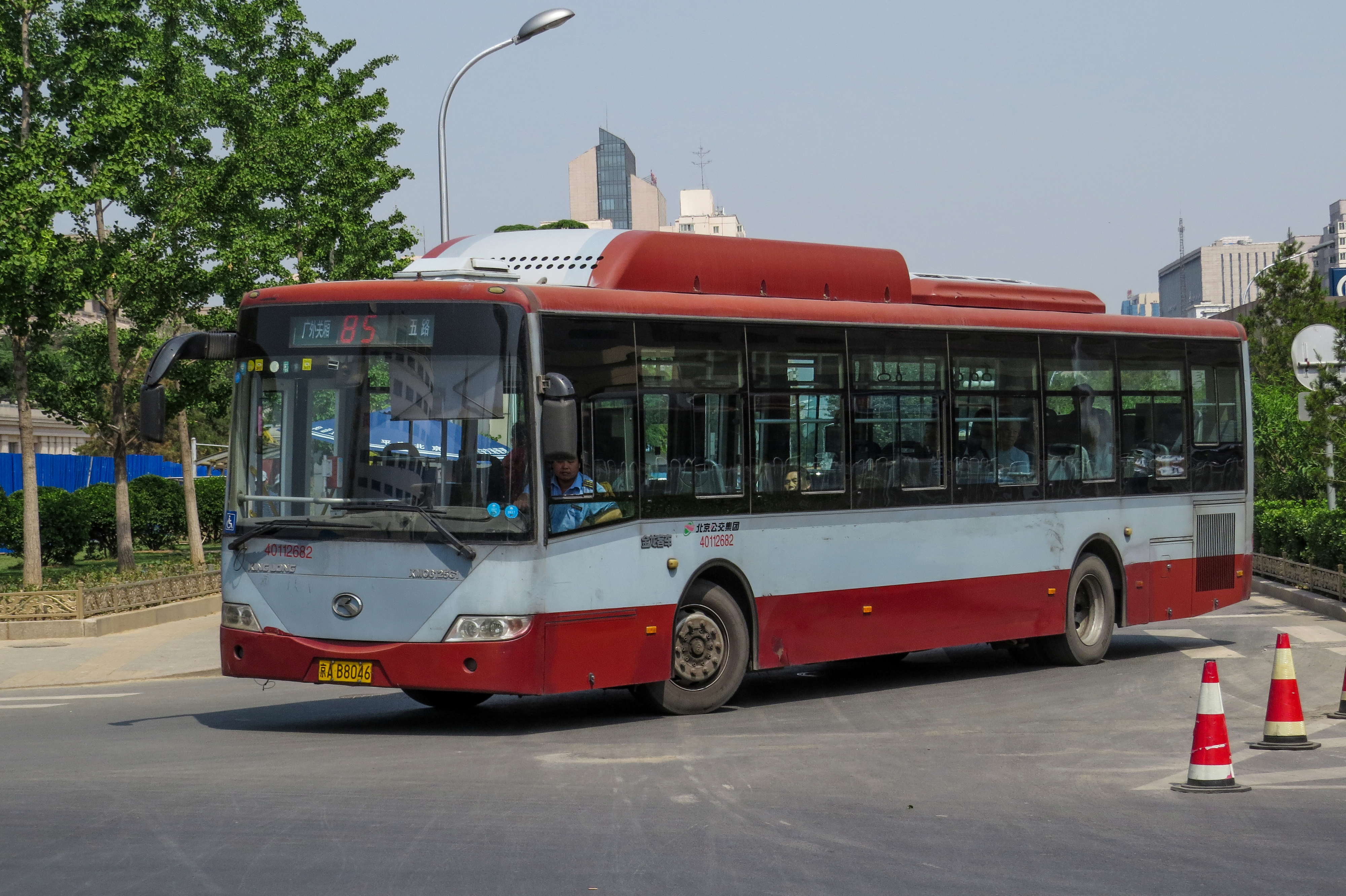
Un King Long XMQ6125G1 en el cruce de las carreteras de Fuxing y Junbo oeste, Beijing

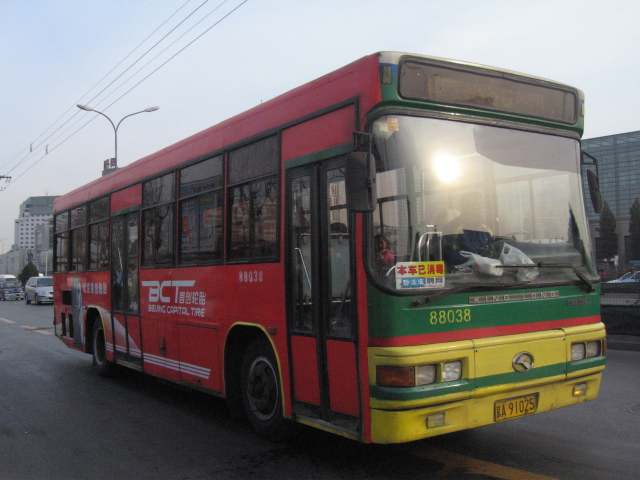
XMQ6100SL, un modelo temprano de King Long, cerca del Zoo de Beijing

- King Long E10 híbrido europeo 2020
- King Long E12 híbrido europeo 2020
- King Long PE10 eléctrico europeo 2020
- King Long PE12 eléctrico europeo 2020
- King Long Apollo conducción autónoma SAE nivel 4

### Autobús de ciudad
- King Long XMQ6120
- King Long XMQ6121G

### Otros
- King Long XMQ6139B (bus de aeropuerto)
- King Long XMQ6886 - 9 m Midibus

## Galería de imágenes

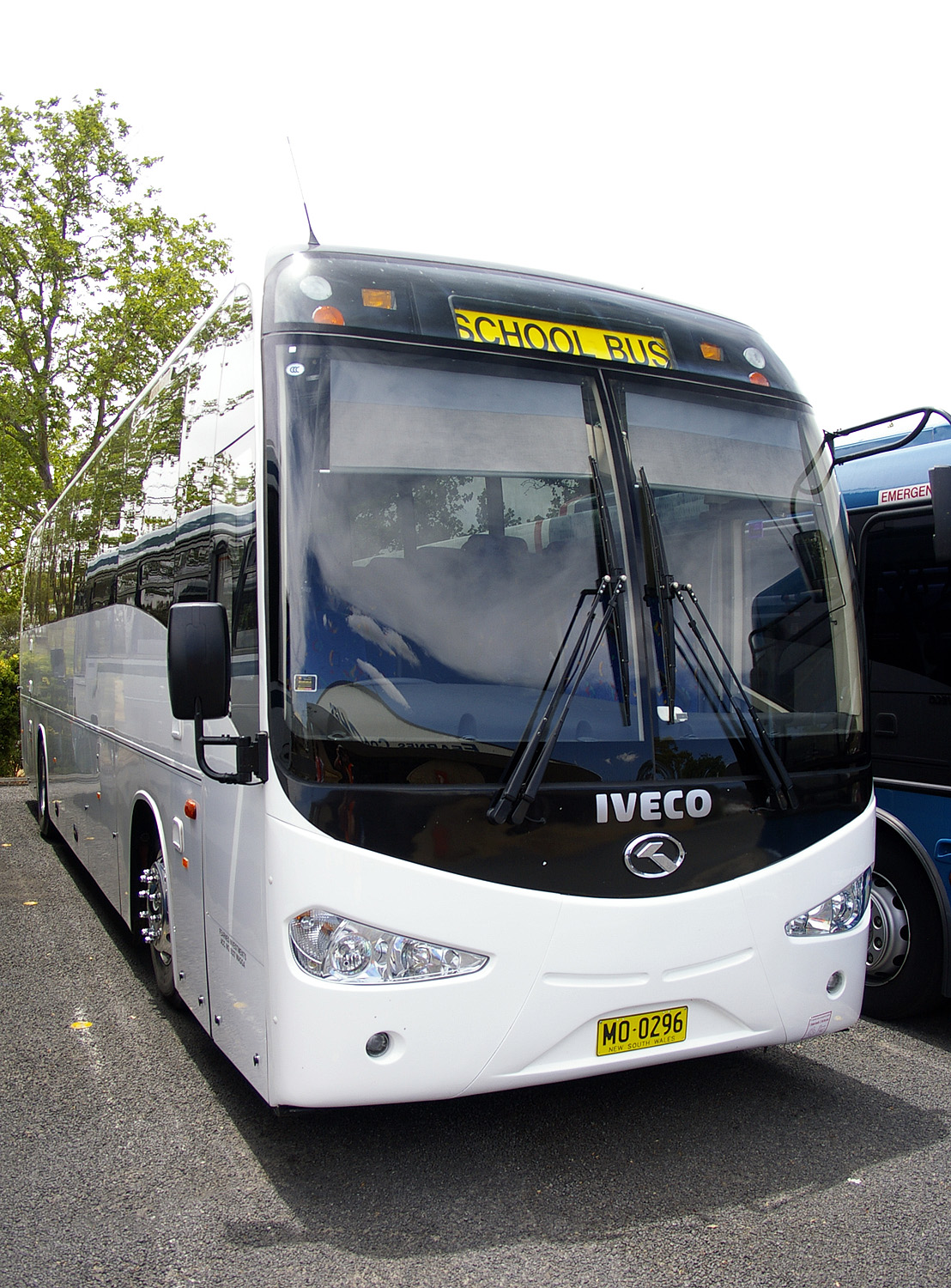
King Long XMQ6126AU con plataforma Iveco, modelo específico para Australia
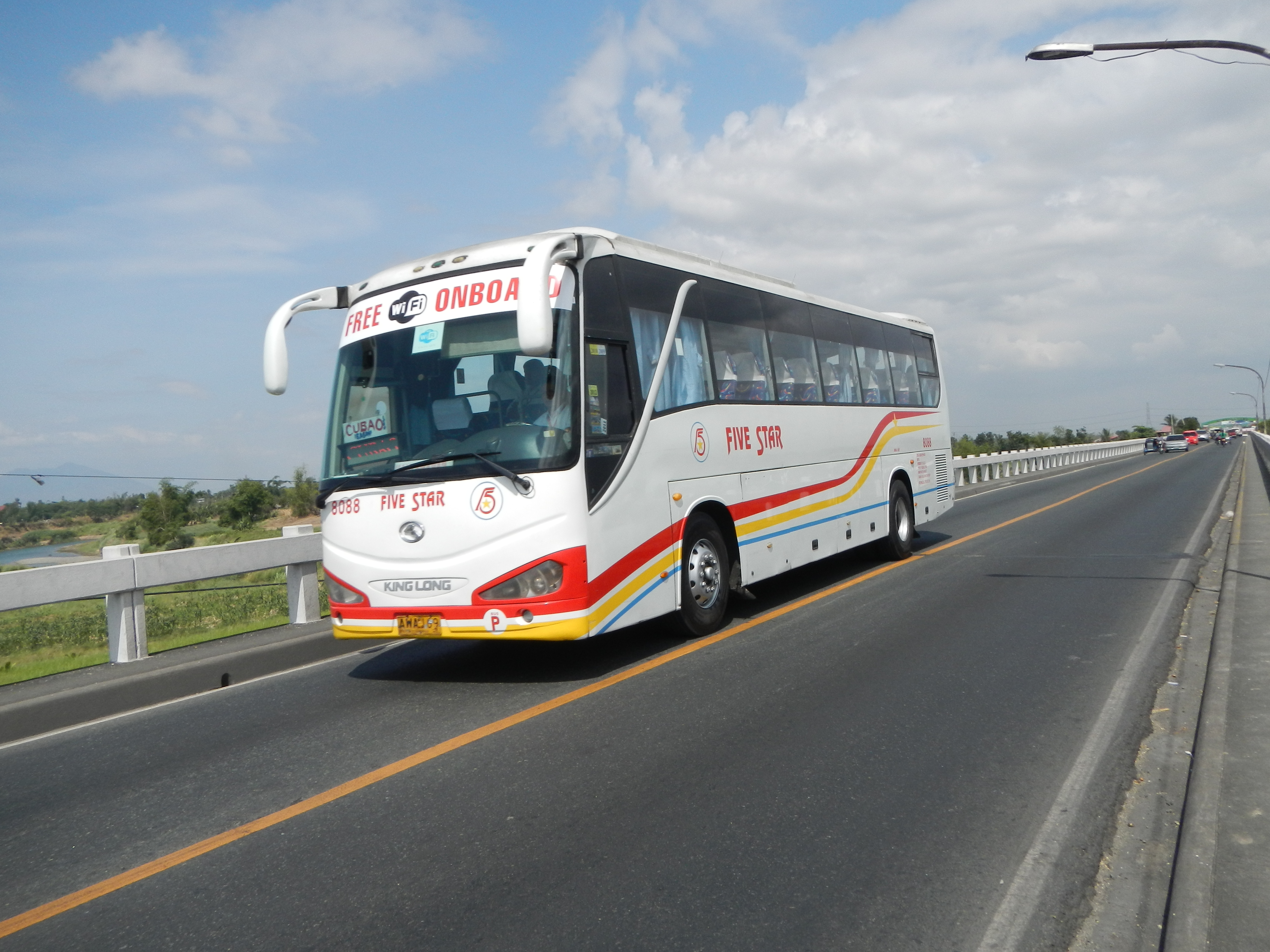
King Long XMQ6118JB
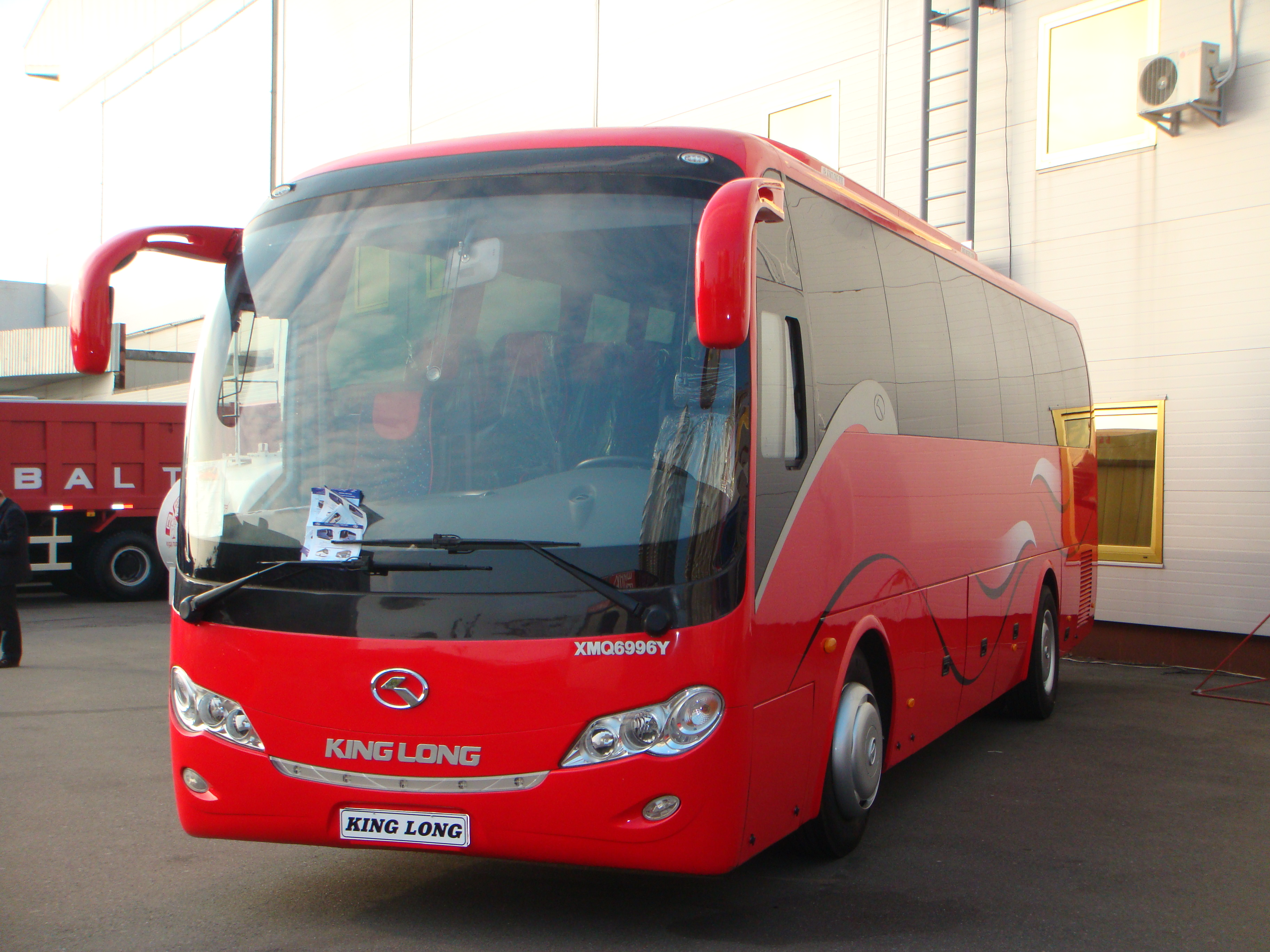
King Long XMQ6996Y
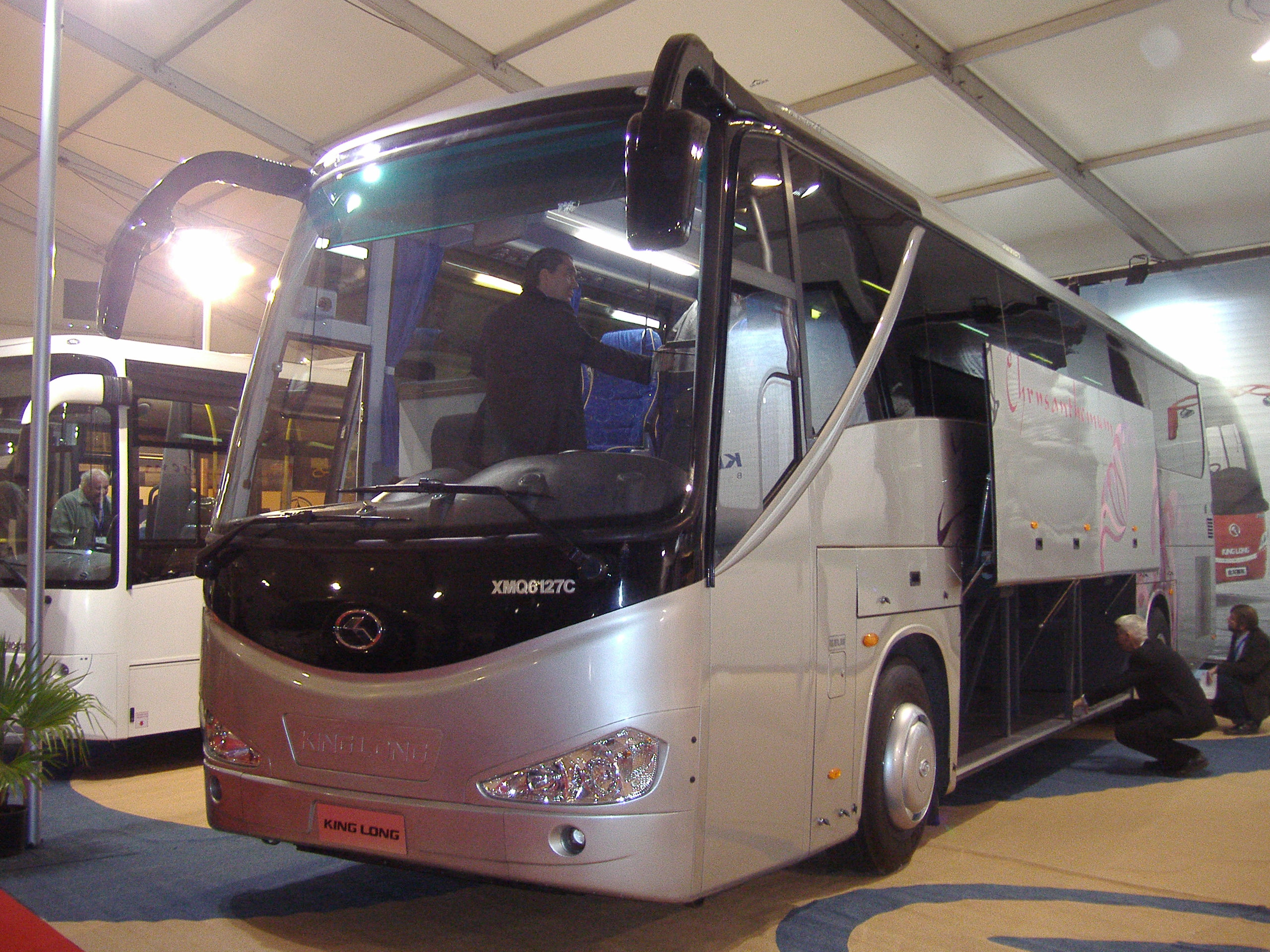
King Long XMQ6127C

King Long XMQ6117Y